# Mistrzostwa Europy w Lekkoatletyce 1969 – skok wzwyż mężczyzn

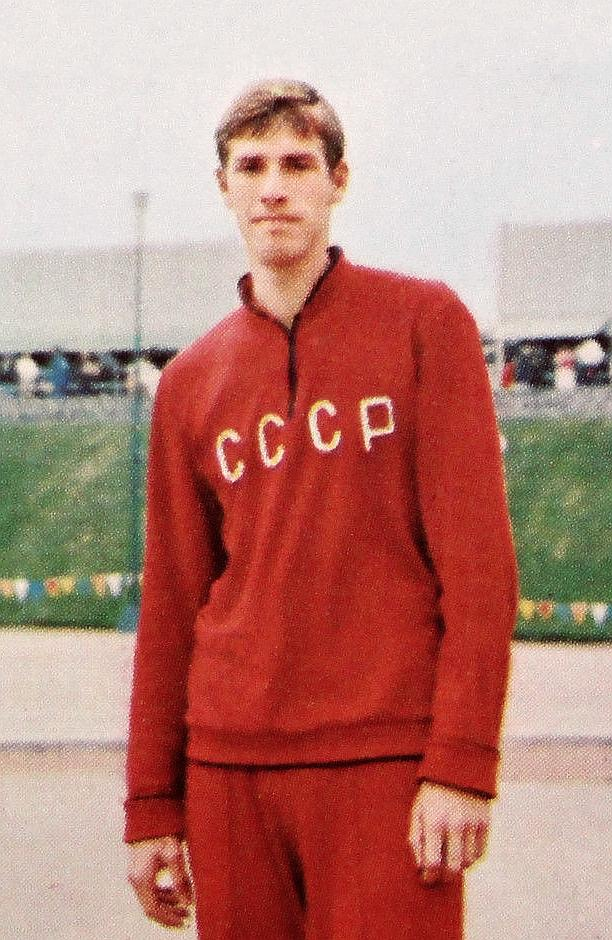
Walentin Gawriłow

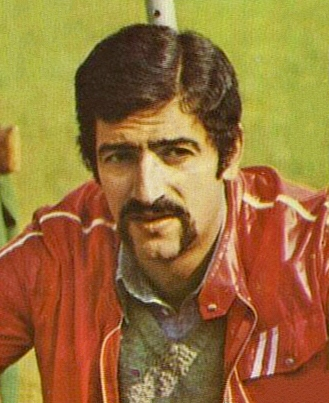
Erminio Azzaro

Skok wzwyż mężczyzn był jedną z konkurencji rozgrywanych podczas IX Mistrzostw Europy w Atenach. Kwalifikacje rozegrano 18 września, a finał 19 września 1969. Zwycięzcą tej konkurencji został reprezentant Związku Radzieckiego Walentin Gawriłow. W rywalizacji wzięło udział dwudziestu trzech zawodników z czternastu reprezentacji.

## Rekordy
| Rekord świata     | Walerij Brumel (SUN) | 2,28 | Moskwa, ZSRR        | 21.08.1963 |
| Rekord Europy     | Walerij Brumel (SUN) | 2,28 | Moskwa, ZSRR        | 21.08.1963 |
| Rekord mistrzostw | Walerij Brumel (SUN) | 2,21 | Belgrad, Jugosławia | 16.09.1962 |

## Wyniki

### Kwalifikacje
| Miejsce | Zawodnik             | Wynik | Uwagi |
| ------- | -------------------- | ----- | ----- |
| 1-11    | Walentin Gawriłow    | 2,11  | Q     |
| 1-11    | Erminio Azzaro       | 2,11  | Q     |
| 1-11    | József Tihanyi       | 2,11  | Q     |
| 1-11    | István Major         | 2,11  | Q     |
| 1-11    | Ladislav Borodáč     | 2,11  | Q     |
| 1-11    | Luis Garriga         | 2,11  | Q     |
| 1-11    | Wałerij Skworcow     | 2,11  | Q     |
| 1-11    | Jan Dahlgren         | 2,11  | Q     |
| 1-11    | Șerban Ioan          | 2,11  | Q     |
| 1-11    | Siergiej Martynow    | 2,11  | Q     |
| 1-11    | Christer Celion      | 2,11  | Q     |
| 12-15   | Robert Sainte-Rose   | 2,08  | q     |
| 12-15   | Reijo Vähälä         | 2,08  | q     |
| 12-15   | Henry Elliott        | 2,08  | q     |
| 12-15   | Miodrag Todosijević  | 2,08  | q     |
| 16-21   | Christian Le Hérissé | 2,05  |       |
| 16-21   | Ioannis Kousoulas    | 2,05  |       |
| 16-21   | Csaba Dosa           | 2,05  |       |
| 16-21   | Rudolf Baudis        | 2,05  |       |
| 16-21   | Thomas Wiesser       | 2,05  |       |
| 16-21   | Michel Portmann      | 2,05  |       |
| 22      | Herbert Hüttl        | 2,00  |       |
| 23      | Murat Ayat           | 1,95  |       |

### Finał
| Miejsce | Zawodnik            | Wynik |
| ------- | ------------------- | ----- |
| 1       | Walentin Gawriłow   | 2,17  |
| 2       | Reijo Vähälä        | 2,17  |
| 3       | Erminio Azzaro      | 2,17  |
| 4       | Henry Elliott       | 2,14  |
| 5       | István Major        | 2,14  |
| 6       | Christer Celion     | 2,14  |
| 7       | József Tihanyi      | 2,11  |
| 8       | Ladislav Borodáč    | 2,08  |
| 8       | Wałerij Skworcow    | 2,08  |
| 10      | Luis Garriga        | 2,08  |
| 10      | Robert Sainte-Rose  | 2,08  |
| 10      | Miodrag Todosijević | 2,08  |
| 13      | Șerban Ioan         | 2,08  |
| 14      | Jan Dahlgren        | 2,03  |
| 15      | Siergiej Martynow   | 2,00  |